# Губер, Максимилиан Титус
Максимилиан Титус Губер (пол. Maksymilian Tytus Huber; 4 января 1872, с. Кросценко-над-Дунайцем, Новотаргский повят — 9 декабря 1950, Краков, Польша) — выдающийся польский учёный в области теоретической и прикладной механики, основатель польской школы механики.

## Происхождение и образование
Максимилиан Титус Губер родился 4 января 1872 в городе Кросценко-над-Дунайцем Новотарского повята в семье налогового служащего, поляка немецкого происхождения.
Начальное образование получил в школе в уездном городе Краковского воеводства Лиманова. В 1881 году начал учебу в гимназии в Кракове, продолжал обучение в гимназиях Нового Сонча и Коломые, а завершал его с 1987 г в 1889 г во львовской 4-й классической гимназии.
В 1889 году поступает на учебу в Львовской политехнической школы на отделение инженерии, где с первого курса совмещает учебу с научной работой. В 1890 году публикует в журнале «Czasopismo Techniczne» свою первую научную работу «Простая конструкция гиперболы», на втором курсе готовит к изданию литографический курс лекций проф. К. Олеарского «Основы термодинамики».

## Жизненный путь и научно-педагогическая деятельность
В 1894 г. после завершения учебы М. Т Губер начинает свою преподавательскую деятельность на посту ассистента кафедры строительства путей и железных дорог Львовской политехнической школы, которая была прервана летней военной службой. В 1896 году получает стипендию на двухсеместровую стажировку в Берлинском университете, где углубляет свои знания по математике. После завершения стажировки проходит еще летнюю инженерную практику на должности инженера-ассистента в Краевом бюро мелиорации и в 1898 году возвращается на должность ассистента кафедры математики Львовской политехнической школы. Через год переезжает в Краков, где в Высшей промышленной школе преподает теоретическую и строительную механику.
В 1904 году за работу «Вклад в теорию сжатие упругих тел», опубликованной в Annalen der Фисик, получает во Львовской политехнической школе степень доктора технических наук. В этом же году публикует одну из своих самых значительных трудов, в которой формулирует гипотезу, по которой критерием перехода материала в предельное состояние можно считать удельную потенциальную энергию изменения формы деформированного тела. На основе этой гипотезы позже трудами Ричарда фон Мизеса (1913) и Генриха Генки (1924) был сформулирован критерий удельной потенциальной энергии формоизменения (четвертая теория прочности): предельное состояние — текучесть материала — наступает независимо от вида напряженного состояния, когда потенциальная энергия формоизменения деформируемого тела достигает своей предельной величины.
В 1906 году М. Т Губер снова возвращается к Львовской политехнической школы, где возглавляет кафедру технической механики. В 1910—1912 гг. совмещает научную и преподавательскую деятельность с выполнением функций декана инженерного отделения. В июне 1914 г. его выбирают ректором Львовской политехнической школы, однако начало Первой мировой войны помешало ему приступить к исполнению обязанностей ректора.
Как офицер артиллерии М. Т Губер принимает участие в боевых операциях сначала под Рогатином, а потом обороняет Пшемысль. В марте 1915 г. вместе с защитниками крепости попадает в русский плен. И даже в условиях плена он продолжал научную работу — сначала в Кинешме, а позже в Казани. Изучив русский язык, он знакомится с работами, учебниками по теории упругости, сопротивления материалов ученого-механика Степана Тимошенко. Подкрепленное упоминанием в одной из них о его работе М. Губер обращается к С. Тимошенко с предложением перевести на польский язык его учебник «Курс сопротивления материалов». Получив согласие автора, осуществляет первый перевод этого учебника, который позже был переведен на многие другие языки и неоднократно переиздавался в течение полувека. По ходатайству С. Тимошенко получил разрешения на пользование библиотекой Казанского университета и на преподавание физики в польской гимназии. В этот период переписывается с Тимошенко, который пересылает ему новейшие научные работы по механике. В Казани он развивает теорию ортотропных пластин, начатую еще во Львове, и готовит монографию на эту тему. Эти результаты были позже использованы А. Надаи и С. Тимошенко при разработке теории анизотропных пластин.
В 1918 году возвращается из плена во Львов на свою кафедру, где продолжает научную работу. В 1921 году его снова избирают ректором на 1921—1922 учебный год. После завершения каденции ректора М. Губер возглавляет механическую лабораторию, задачей которой было исследование материалов с применением химического анализа, металлографии, механических испытаний.
В 1925 г. М. Т Губер был избран председателем Львовского отделения Польского математического общества, членами которого были известные ученые Стефан Банах, Гуго Штейнгауз, Юлиуш Павел Шаудер (1899—1943). В течение 1926—1928 рр. он — вице-председатель этого общества.
В сентябре 1926 г. на Втором международном конгрессе по технической механики в Цюрихе профессор М. Т Губер уже лично знакомится с Н. Тимошенко.
1928 г. возглавляет кафедру механики Варшавской политехники.
В 1927 году избран членом-корреспондентом, а с 1934 года — действительным членом Польской академии знаний (умений). Принадлежал к немногочисленной группы из 12 профессоров — основателей Академии технических наук в Варшаве, в 1928—1930 гг. был ее председателем, а с 1934 года до начала Второй мировой войны был руководителем технического отдела Академии в области физики. 1934—1939 гг руководил Варшавским политехническим обществом. По заказу Департамента аэронавтики Министерства военных дел с 1932 до 1939 года руководил исследованиями по проблемам прочности летательных аппаратов.
В 1937 г. он избран зарубежным членом Академии труда им. Т. Масарика в Праге.
В годы немецкой оккупации читал лекции на тайных технических курсах. С началом варшавского восстания в августе 1944 г. вместе с женой попал в пересыльный лагерь в Прушку, а позже в Закопане.
После окончания Второй мировой войны в 1945 году переехал в Гданьск, где стал соорганизатором Гданьской политехники, в которой возглавлял две кафедры — сопротивления материалов и высших проблем механики, а также Институт прочности. В 1949 году переехал в Краков, где в Горно-металлургической академии создал кафедру высших проблем механики.

## Научные труды
Научные достижения профессора М. Т Губера общепризнанные в мировой механике. Он получил фундаментальные результаты в области теории упругости, теории пластичности, ввел в механику передовые концепции прочности металлов, сформулировал энергетический критерий перехода материала в предельное состояние, основал и развил теорию ортотропных плит.
В своих работах он затронул практически все отрасли механики деформируемого твердого тела, многие инженерные аспекты механики в сфере строительства железных дорог (исследовал опасность деформации железнодорожных путей вследствие изменения температуры), мостов, конструирования машин, самолетов, военной техники (разработал теоретический метод определения деформаций жерла пушки во время выстрела). В его активе более 220 научных публикаций в журналах, 11 монографий, учебников, переводов профессиональных книг, отдельные разделы в коллективных монографиях и учебниках. Среди его учебников большой популярностью пользовались такие: Mechanika ogólna (1946-48, 1958), Stereomechanika techniczna. (Wytrzymałość materiałów) (1947-48, 1958), Teoria sprężystości (2 tomy, 1948-50).
Профессор М. Т Губер с 1895 года был членом Политехнического общества во Львове. Участвовал во многих международных научных конгрессах: по технической и прикладной механике в Делфте (1924), Цюрихе (1926), Стокгольме (1930), Лондоне (1948); по мостостроению и промышленному строительства в Вене (1928), Париже (1932), Берлине (1936), по исследованию материалов в Цюрихе (1931).
Был номинирован доктором honoris causa Горно-металлургической академии в Кракове (1945), Варшавской политехнике (1948), Гданьской политехнике (1950).

## Памяти
Максимилиан Губер умер 9 декабря 1950 года в Кракове. Похоронен на Раковецком кладбище.
1954, 1956—1957 гг. в Польше издан 4-томный сборник «Труды М. Т Губера», а 5-й том посвящен биографии профессора и библиографии его трудов. В честь выдающегося ученого с 1955 г. Польская академия наук ежегодно присуждает премию его имени за достижения в области теории упругости и пластичности.
Его именем названы два танкера, построенные в Польше: «Профессор Губер» (1960) и «М. Т Губер» (1962), крестным которых была его дочь, профессор истории искусства Мария Жепинская.

## Избранные публикации
- Huber M. T. Zur Theorie der Berührung fester elastischer Körper // Annalen der Фисик. — 1904. — 4, № 1. — S. 153—163.
- Huber M. T. Właściwa praca odkształcenia iako miara wytężenia materialu // Czasopismo Techniczne. — Lwów, 1904. — 22, № 3. — S. 33-40; № 4. — S. 49-50; № 5. — S. 61-62; № 6. — S. 80-81.
- Huber M. Т. В podstawach teorii wytrzymałości // Prace matematyczno-fizyczne. — Warszawa, 1904. — T. 15. — S. 47-59.
- Huber M. Т. В natężeniach wywołanych nierównym ogrzaniem wewnętrznej i zewnętrznej ściany rury // Czasopismo Techniczne. — Lwów, 1906. — 24, № 2. — S. 30-35.
- Huber M. T. Ogólna teoria płyt żelazo-betonowych i jej praktyczne zastosowanie do płyty prostokątnei podpartej wzdłuż całego obwodu // Ibid. — 1914. — 32, 11. — S. 129—132; № 12. — S. 141—144; № 13. — S. 153—155.
- Huber M. Т., Fuchs S. Spannungsverteilung bei der Berührung zweier elasticher Zylinder // Ibid. — 1914. — 15, № 6. — S. 298—303.
- Huber M. T. Prosty sposób obliczania płyt prostokątnych swobodnie podpartych wzdłuż całego obwodu // Ibid. — 1919. — 37, № 7. — S. 53-55.
- Huber M. T. Teoria płyt prostokątnie-róznokierunkowych wraz z technicznymi zastosowaniami do płyt betonowych, krat belkowych itp. — Lwów: Милитария Towarzystwa Naukowego, 1921. — 249s.
- Huber M. T. Nowoczesne wzory wytrzymałości złożonej // Sprawozdanie Kwartalne Nr 4 Instytutu Badań Technicznych Lotnictwa. — Warszawa, 1930.
- Huber M. T. Kryteria wytrzymałościowe w stereomechanice technicznej. — Warszawa: Instytut Wydawniczy SIMP, 1948. — 18 s.
- Huber M. T. Письма. — Warszawa: Państwowe wydawnictwo naukowe. — Т. 1, 1964. — 176 s.; T. 2, 1956. — 563 s.; T. 3, 1957. — 504 s.; T. 4, 1954. — 375 s.; T. 5, 1954. — 357 s.